# Jiří Šotola (1935)
Jiří Šotola (2. prosince 1935 – 27. března 1973) byl československý basketbalista, vicemistr Československa 1959.
V československé basketbalové lize odehrál celkem 9 sezón v letech (1955-1967). Hrál za kluby Spartak Sokolovo / Sparta Praha (1956-1959, 1961-1963, 5 sezón), Dukla Dejvice (1959-1963, 2 sezóny), Spartak Tesla Žižkov (1963/64) a Slavoj Vyšehrad (1966/67). Se Spartou Praha získal 3 medaile, stříbrnou za titul mistra Československa 1959 a dvě bronzové za třetí místa (1957, 1962). V československé basketbalové lize po zavedení podrobných statistik zápasů (od sezóny 1962/63) zaznamenal 120 bodů.  

## Hráčská kariéra

### kluby
- 1956-1959 Spartak Sokolovo - 2. místo (1959), 3. místo (1957), 4. místo (1958)
- 1959-1961 Dukla Dejvice - 9. místo (1960), 12. místo (1961)
- 1961-1963 Spartak Sokolovo - 3. místo (1962), 4. místo (1963)
- 1963-1964 Spartak Tesla Žižkov - 6. místo (1964)
- 1966-1967 Slavoj Vyšehrad - 11. místo (1967)
- Československá basketbalová liga celkem 9 sezón (1956-1967), 120 bodů (od sezóny 1962/63) a 3 medailová umístění:
  - 1x vicemistr Československa (1959), 2x 3. místo (1957, 1962)